# Yama-gun

Lage des Yama-gun in Fukushima; die Stadt Kitakata teilt den Landkreis in zwei Teile.

Yama (jap. 耶麻郡, -gun) ist ein Landkreis im Nordwesten der japanischen Präfektur Fukushima, in der ehemaligen Provinz Iwashiro. Er hat eine Fläche von 986,76 km², auf der 24.858 Einwohner leben (Stand: 1. März 2021).
Der Landkreis Yama besteht heute nur noch aus vier Gemeinden: Inawashiro, Bandai, Kitashiobara und Nishi-Aizu, das von den übrigen drei durch die Stadt Kitakata getrennt ist. Bis 2006 gehörten auch die Dörfer (Mura) Atsushio-Kanō (熱塩加納村) und Takasato (高郷村) sowie die Kleinstädte (Machi) Shiokawa (塩川町) und Yamato (山都町) zum Kreis, bevor sie mit Kitakata fusionierten.